# Muritaia longispinata
Muritaia longispinata är en spindelart som beskrevs av Forster och Wilton 1973. Muritaia longispinata ingår i släktet Muritaia och familjen mörkerspindlar. Inga underarter finns listade i Catalogue of Life.